# Рио-Примеро
Рио-Примеро (исп. Río Primero, также известна под индейским названием Сукия, исп. Río Suquía) — река в центральной части Аргентины, протекает по территории провинции Кордова. Площадь бассейна реки составляет примерно 7700 км². Длина реки — около 200 км.
Истоки — реки Коскин и Сан-Антонио — формируют озеро Сан-Роке (ныне преобразованное в водохранилище с уровнем воды 637 м над уровнем моря при изначальном уровне 608 метров над уровнем моря), из которого и вытекает река. Общее направление течения — северо-восточное. Впадает в залив Плата крупного бессточного озера Мар-Чикита.
Количество осадков в бассейне реки — от 500 до 900 мм. Максимум речного стока приходится на летние месяцы. Его среднегодовая величина на водомерном пункте Диге-Сан-Роке равна 9,66 м³/с.
Природные ландшафты представлены ксерофильными горными лесами из Schinopsis haenkeana и Lithraea molleoides с подлеском из Acacia caven, Prosopis torquata и Celtis sericea. В восточной, равнинной, части бассейна преобладают редколесья и кустарниковые заросли из Prosopis alba, Prosopis nigra, Acacia caven, Schinus longifolia, Geoffroea decorticans.
В бассейне реки отмечено обитание 21 вида рыб из 13 семейств, наиболее распространёнными из которых являются Jenynsia multidentata, Cnesterodon decemmaculatus, обыкновенная гамбузия и крапчатый сомик.
Крупнейшие города на реке — столица провинции Кордова, Рио-Примеро, Санта-Роса-де-Рио-Примеро и Ла-Пара. Воды реки используются для снабжения Кордовы и для орошения полей.